# Cerberilla mosslandica
Cerberilla mosslandica är en snäckart som beskrevs av McDonald och James W. Nybakken 1975. Cerberilla mosslandica ingår i släktet Cerberilla och familjen snigelkottar. Inga underarter finns listade i Catalogue of Life.